# Friedemann W. Golka
Friedemann W. Golka (* 5. April 1942 in Glogau, Schlesien; † 24. Juni 2011 in Bremen) war ein deutscher evangelischer Theologe.

## Leben und Wirken
Golka studierte evangelische Theologie in Bethel, Heidelberg und Oxford, promovierte 1973 in Heidelberg und folgte, nach mehreren Jahren als Universitätsdozent in England, 1989 einem Ruf an die Carl von Ossietzky Universität Oldenburg, wo er als Inhaber des Lehrstuhls für Evangelische Theologie mit dem Schwerpunkt Altes Testament bis zu seiner Emeritierung 2007 lehrte und forschte. Nach seiner Emeritierung war er vor allem als Gastdozent am United Theological College (UTC) Bangalore (Indien) tätig.
Golka war dafür bekannt, „seine Forschungsergebnisse auch einem breiteren Publikum nahe zu bringen“. Nicht nur „der Kontakt mit Studierenden, sondern auch mit interessierten Laien“ war für ihn stets von größter Bedeutung, so sein Kollege Wolfgang Weiß.
Schwerpunkte der Arbeit Friedemann Golkas waren der Vergleich der afrikanischen mit der biblischen Spruchweisheit, das Buch Jona (zu dem er einen bahnbrechenden Kommentar schrieb), sowie die Verknüpfung bzw. das Aufdecken von Verknüpfungen der biblischen Josephsgeschichte mit Thomas Manns Joseph-Tetralogie.

## Veröffentlichungen (Auswahl)
- Jona. Calwer Verlag, Stuttgart 1991 (2. Auflage: Stuttgart 2007), ISBN 978-3-7668-3949-7.
- The Leopard's Spots: Biblical and African Wisdom in Proverbs. T. & T. Clark Ltd., Edinburgh 1992, ISBN 0-567-09636-X
- Joseph – biblische Gestalt und literarische Figur. Thomas Manns Beitrag zur Bibelexegese. Calwer Verlag, Stuttgart 2002, ISBN 3-7668-3788-5.
- Mose – Biblische Gestalt und literarische Figur: Thomas Manns Novelle „Das Gesetz“ und die biblische Überlieferung. Calwer Verlag, Stuttgart 2007, ISBN 978-3-7668-3944-2